# Bonares
Bonares er en by og kommune i det sydvestlige Spanien i provinsen Huelva. Den har et indbyggertal på 6.153 (2024) indbyggere.